# Retuerta (Ávila)
Retuerta es un anejo de Umbrías, Provincia de Ávila, Castilla y León, España.
Está a 4 kilómetros del Barco de Ávila, a una altitud de 1075 metros y a 2 kilómetros de Umbrías, municipio al que pertenece. Cuenta con sólo 4 vecinos, de los cuales 2 son varones y 2 son mujeres.
| Gráfica de evolución demográfica de Retuerta entre 2000 y 2023                           |
|                                                                                          |
| Fuente: Instituto Nacional de Estadística de España - Elaboración gráfica por Wikipedia. |

- Datos: Q16466510